# Felipe Ximenes
Luís Felipe Ximenes, (Três Corações, 9 de novembro de 1967) é mais conhecido como Felipe Ximenes.
Gestor Esportivo de nível executivo com larga experiência em Voleibol e Futebol. É fundador e Sócio-Proprietário da LFX 0911 e criador e professor do curso Gestor de Futebol: Os desafios de uma função.
É empreendedor, professor e palestrante.

## Formação Acadêmica
- Bacharel em Educação Física pela Universidade Federal de Minas Gerais - Ano de Formação: 1990

- Mestre em Educação pela UNINCOR - Tese “Fatores que prejudicam a concentração em aulas expositivas” defendida em 2002

## Empreendedorismo / Docência
- É sócio proprietário do @nossoparque, bar situado na Lagoa Rodrigo de Freitas, Rio de Janeiro RJ.

- Distribuidor exclusivo da editora Melhoramentos (editora) para o estado de Minas Gerais.

- Fundador e Sócio Proprietário da LFX 0911

- Professor da CBF Academy (Antiga Escola Brasileira de Futebol) de 2008 a 2020

- Em 2020, seguindo sua veia voltada à educação e ao empreendedorismo, criou o curso online Gestor de Futebol: Os Desafios de uma Função, que teve sua primeira turma em abril deste mesmo ano e está em sua décima turma, já tendo atingido a marca de 500 alunos de 21 estados do Brasil e de outros 16 países. O curso foi totalmente criado e editado em casa e obteve essa marca incrível com praticamente toda a comunicação tendo sido feita através do Instagram.

## Carreira Esportiva

### Valeriodoce
Preparador Físico do Valeriodoce Esporte Clube em 1986 enquanto cursava a faculdade de Educação Física na UFMG.

### Olímpico Clube
Treinador de categorias de base de Voleibol em 1991.

### Minas Tênis Clube
Treinador de categorias de base de Voleibol e Auxiliar Técnico do Fiat/Minas entre 1992 e 1994.

### Prefeitura deTrês Corações, MG
Secretário Municipal de Esportes, Lazer e Turismo. nomeado em 1997.
Criador e gestor do time de Voleibol Três Corações, que mobilizou a cidade e a tornou conhecida nacionalmente como a cidade do Voleibol.  A equipe disputou a Superliga por quatro anos consecutivos, tendo iniciado como a de menor orçamento entre os participantes da competição e atingindo a marca de maior orçamento em seu último ano de atuação por conta do grande sucesso e reconhecimento obtidos.

### Club de Regatas Vasco da Gama
Iniciou sua trajetória no Vasco da Gama como Superintendente de Esportes Olímpicos e em seguida tornou-se Administrador Geral do CT Vasco Barra.
No período em que esteve no Vasco, o clube conquistou a Copa João Havelange (2000/2001) e Felipe foi um dos fundadores do Colégio Vasco da Gama em 2002. A fundação do colégio é um marco na história do clube e um exemplo seguido posteriormente por muitos clubes Brasileiros.

### Cabofriense
Entre os anos de 2004 e 2005, atuou como Gerente de Futebol na Cabofriense, período em que passou a gravar vídeos de lances das partidas e mostrar aos jogadores nos intervalos dos jogos. Essa é uma prática comum atualmente, mas foi uma inovação incrível naquele período.

### 2005 a 2007
Nesse período, atuou no Botafogo de Futebol e Regatas como Auxiliar Técnico junto ao Treinador Paulo César Gusmão, em comissão técnica que posteriormente passou por Cruzeiro, A. D. São Caetano, Fluminense e Náutico.

### Atlético Mineiro
Exerceu o cargo de Gerente Geral de Futebol do Clube Atlético Mineiro em 2007 e 2008, onde coordenou a defesa e aprovação de projeto de Lei de Incentivo ao Esporte nas divisões de base do clube. Além disso, foi responsável pela realização de um convênio com uma escola de Inglês para os atletas e profissionais do clube.Ximenes declarou, anos depois, que o galo é seu time de coração.

### Fluminense
Em 2008 atuou como Gerente de Futebol no Fluminense Football Club, ano em que também passou a lecionar na extinta Escola Brasileira de Futebol (atualmente CBF Academy), integrando o corpo docente da entidade até 2020 e tendo participado da formação de mais de 2.000 profissionais.

### Coritiba
Assumiu a Superintendência de Futebol do Coritiba Foot Ball Club em maio de 2009, obtendo grande sucesso com o Tetracampeonato Paranaense (2010, 2011, 2012 e 2013) e o dois vice-campeonatos consecutivos na Copa do Brasil, nas edições de 2011 e 2012 (quando o Coxa perdeu o título nacional para Vasco da Gama e Palmeiras, respectivamente). Além disso, em 2011, o clube alcançou o recorde de 24 vitórias seguidas, obtendo o reconhecimento desta marca pelo Guinness Book.
No final de setembro de 2013, após uma eliminação precoce e, até certo ponto, surpreendente na Copa Sul-Americana desse mesmo ano, que se deu para o modesto Águilas Doradas, da Colômbia, Felipe foi demitido do cargo, junto com o então treinador Marquinhos Santos.

### Retorno ao Fluminense
Na metade de dezembro de 2013, Felipe Ximenes foi anunciado como o novo diretor executivo de futebol do Fluminense, substituindo Rodrigo Caetano.
Após trabalhar por pouco mais de um mês no Fluminense, Felipe Ximenes foi demitido do cargo devido a divergências entre a diretoria do clube e a empresa patrocinadora..

### Vitória
Em de abril de 2014, o Vitória oficializou a contratação do dirigente para o período de 2014 a 2016. No clube ele encontrou-se com Ney Franco, com quem trabalhou no Coritiba em 2010, na campanha do clube paranaense na conquista da Série B.

### Flamengo
Em maio de 2014, Ximenes acertou sua ida para o Flamengo, após passagem de apenas 42 dias na direção de futebol do Vitória. No clube, ele também encontrou Ney Franco,  treinador do Flamengo naquele momento.Logo após a chegada do técnico, antes da pausa para a Copa do Mundo daquele ano, Ximenes foi flagrado no vestiário dando uma bronca no elenco, durante intervalo de um jogo contra o Cruzeiro. Mesmo encontrando o Flamengo em penúltimo lugar no Campeonato Brasileiro e tendo conduzido a equipe para a décima posição, além de chegar à semifinal da Copa do Brasil, Felipe Ximenes foi demitido em 13 de dezembro.

### Criciúma
Em maio de 2015, iniciou sua passagem pelo Criciúma Esporte Clube como consultor de futebol onde esteve até outubro do mesmo ano.

### Goiás
Em dezembro de 2015, Ximenes foi contratado para ser Diretor Executivo do Goiás Esporte Clube, onde esteve até julho de 2016.

### Santos
Em setembro de 2020, Felipe Ximenes foi contratado como Superintendente de Esportes do Santos Futebol Clube. Felipe foi contratado pela gestão do presidente Orlando Rollo, substituto de José Carlos Peres, que havia sofrido impeachment por "gestão temerária".
Durante a maior parte do período em que Felipe esteve no clube, a instituição esteve impedida de contratar novos jogadores por proibição da FIFA, em decorrência de dívidas com outros clubes. Felipe foi demitido do Santos Futebol Clube em 20 de janeiro de 2021, juntamente com o coordenador de futebol Márcio Santos, apenas dez dias antes da final da Copa Libertadores da América de 2020.
Após sua saída do Santos, Felipe assinou contrato com o Avaí em agosto de 2021. No clube catarinense, foi executivo de futebol até o fim daquele ano.

### Avaí
Ximenes foi contratado pelo Avaí para o cargo de Executivo de Futebol e conduziu a equipe ao acesso à primeira divisão do campeonato brasileiro.  

## Títulos
Vasco
Copa João Havelange2000
Campeonato Carioca de Futebol de 2003

Cruzeiro
Campeonato Mineiro de Futebol de 2006

Coritiba
 Campeonato Paranaense2010, 2011, 2012 e 2013
 Série B
2010

## Campanhas de destaque
Santos:
Copa Libertadores da América de 2020 (Vice-campeão)

Coritiba:
 Copa do Brasil
: 2011 (Vice-campeão) e 2012 (Vice-campeão)